# Литвиненко, Александр Вальтерович
Алекса́ндр Ва́льтерович Литвине́нко (4 декабря 1962, Воронеж — 23 ноября 2006[…], Камден, Большой Лондон или Лондон) — оперативник, подполковник советской и российской госбезопасности, в 1988—1999 годах — сотрудник КГБ—ФСБ, где специализировался на борьбе с терроризмом и организованной преступностью.
В 1998 году заявил, что начальство приказало ему и его коллегам убить бизнесмена и политика Бориса Березовского. В 2000 году, после возбуждения в России в отношении него ряда уголовных дел, бежал с семьёй в Великобританию, где власти предоставили ему политическое убежище. Литвиненко стал агентом британской разведки MI6, а также сотрудничал с испанской разведкой и прокуратурой Испании, передавая сведения о русской мафии в Европе и её связях с российскими чиновниками.
Подвергал критике политику российских властей и лично Владимира Путина, обвиняя его во многих преступлениях, включая коррупцию и гомосексуальную педофилию. Выступил соавтором книги «ФСБ взрывает Россию» и автором книги «Лубянская преступная группировка», в которых обвинил спецслужбы России в организации взрывов жилых домов в России в 1999 году и других терактов с целью увеличения рейтинга Владимира Путина и его прихода к власти.
В ноябре 2006 года Литвиненко умер в Лондоне в результате отравления полонием-210 — чрезвычайно редким и трудно обнаруживаемым радиоактивным веществом. В 2014 и 2015 году в Великобритании по делу смерти Литвиненко было проведено общественное дознание, в ходе которого представитель Скотленд-Ярда сообщил, что «единственное вероятное объяснение» заключается в том, что «тем или иным образом российское государство участвовало в убийстве Литвиненко». Британский суд пришёл к выводу, что Литвиненко был убит в результате спецоперации ФСБ, одобренной, вероятно, лично на тот момент директором ФСБ Николаем Патрушевым и президентом Российской Федерации Владимиром Путиным.

## Биография

### Ранние годы
Родился 4 декабря 1962 года в Воронеже. Детство провёл в Нальчике. Родители Александра, Нина Николаевна Белявская (по образованию экономист) и Вальтер Александрович Литвиненко (врач одного из ИТУ, капитан внутренней службы) развелись, когда ему было 2 года; Светлана уехала в Москву. Александр жил с бабушкой и дедушкой, ветераном Великой Отечественной войны. Когда ему исполнилось 15 лет, Александр переехал к отцу в Нальчик. В 1980 году, после окончания средней школы в Нальчике, был призван на срочную службу во внутренние войска МВД СССР. Службу проходил в Пятигорске, войсковая часть 7410 (509-й конвойный полк МВД СССР). Рядовой-стрелок Александр Литвиненко, отслужив девять месяцев (хотя солдатам-срочникам в те времена разрешалось поступать в военные вузы только после года службы), решает стать офицером внутренних войск (ВВ). Он подал рапорт по команде и поступил в Орджоникидзевское высшее военное командное Краснознаменное училище имени С.М. Кирова МВД СССР (в последующем – Северо-Кавказский военный институт ВВ МВД РФ). По окончании училища, в 1985 году, получил распределение в Отдельную мотострелковую дивизию особого назначения им. Ф. Дзержинского МВД СССР (ОМСДОН) в г. Реутово-1 Московской области.

### Деятельность в органах госбезопасности
За последующие 14 лет прошёл путь от лейтенанта внутренних войск, командира взвода, до подполковника ФСБ.
В 1988 году окончил Высшие курсы военной контрразведки КГБ СССР. В 1988—1991 — сотрудник военной контрразведки КГБ СССР (третье управление), с 1991 сотрудник центрального аппарата МБ-ФСК-ФСБ. Специализация — борьба с терроризмом и организованной преступностью. За проведение совместных с Московским уголовным розыском операций по розыску и задержанию особо опасных преступников получил звание «Ветеран МУРа».
В 1994 году познакомился с бизнесменом Борисом Березовским. По утверждению Березовского, это произошло, когда Литвиненко явился в его офис, выполняя задание по сбору информации о его бизнесе. По словам жены Литвиненко Марины, знакомство состоялось позже, когда после покушения на Березовского в июне 1994 года Литвиненко, работая в Оперативном управлении ФСБ, входил в оперативно-следственную группу по этому делу. Литвиненко наладил с Березовским тесный контакт; по словам Марины Литвиненко, он «был „прикреплен“ к Березовскому от ФСБ, это была его работа».
Согласно журналисту Люку Хардингу, в 1995 году группе Литвиненко было поручено найти и испортить принадлежащие правозащитнику Сергею Григорьянцу видеозаписи со свидетельствами расстрела мирных жителей в чеченском селении Самашки федеральными войсками. Во время войны в Чечне Литвиненко неоднократно бывал в командировках для работы в управлении ФСБ в Нальчике. В январе 1996 года принял участие в штурме села Первомайское. По словам знавших Литвиненко, под влиянием увиденного во время работы на Северном Кавказе Литвиненко превратился из сторонника войны в её противника.

### Конфликт с ФСБ и получение известности
В 1997 году Литвиненко был переведён в 7-й отдел Управления по разработке и пресечению деятельности преступных организаций (УРПО) ФСБ на должность старшего оперативного сотрудника, замначальника 7-го отдела. По утверждениям его самого и нескольких его сослуживцев, во время работы в УРПО ими были получены несколько незаконных приказов: убить бывшего сотрудника ФСБ Михаила Трепашкина, похитить бизнесмена чеченского происхождения Умара Джабраилова и убить Бориса Березовского. Литвиненко встретился с Березовским, сообщив ему о последнем приказе, и в апреле 1998 года тот пригласил известного телеведущего Сергея Доренко и Литвиненко с коллегами на свою дачу, где те записали интервью на случай ареста или убийства кого-либо. Кроме того, Литвиненко подал заявление в военную прокуратуру, что привело к возбуждению уголовного дела. Через некоторое время УРПО было распущено, а глава ФСБ Николай Ковалёв покинул свой пост. Каких-либо обвинений не предъявлялось.
Согласно Литвиненко, в июле 1998 года состоялась его встреча с новым главой ФСБ Владимиром Путиным, на которой Литвиненко рассказал Путину о коррупции в ФСБ и деятельности преступных группировок, не вызвав, однако, у того интереса.
В конце октября прокуратура прекратила уголовное дело о подстрекательстве к убийству Березовского, и тот решил предать ситуацию огласке. 13 ноября было опубликовано открытое письмо Березовского главе ФСБ Путину. 17 ноября Путин публично ответил на него в негативном ключе. Позже в тот же день Литвиненко на пресс-конференции с группой сослуживцев заявил, что начальство приказало им убить Березовского, и сделал ряд других заявлений о незаконной деятельности в ФСБ. Подконтрольный Березовскому центральный телеканал начал транслировать отрывки из данного в апреле Сергею Доренко интервью.
В декабре Литвиненко с коллегами были уволены из ФСБ. После увольнения Литвиненко работал в должности руководителя службы безопасности Березовского (на тот момент — руководителя Исполнительного секретариата СНГ).

### Уголовное преследование
В марте 1999 года Литвиненко был арестован по обвинению в превышении полномочий и помещён в следственный изолятор ФСБ «Лефортово». В ноябре 1999 года оправдан, но прямо в зале суда, после зачитанного ему оправдательного приговора, задержан ФСБ и помещён в СИЗО Бутырской тюрьмы по второму уголовному делу. В декабре 1999 года был освобождён под подписку о невыезде.
В 2000 году второе уголовное дело было прекращено прокуратурой за отсутствием состава преступления, однако в тот же день против Литвиненко было начато третье уголовное дело. Опасаясь за свою жизнь, он бежал в Великобританию. В отношении него было возбуждено четвёртое уголовное дело. В мае-июне 2002 года его заочно осудили в России, обвинив в злоупотреблении служебным положением в 1996 году, похищении взрывчатых веществ в 1997 году, а также в незаконном приобретении и хранении огнестрельного оружия и боеприпасов и приговорили к 3,5 годам лишения свободы условно с испытательным сроком в течение одного года.

### Эмиграция
Весной 2000 года, после прекращения двух первых уголовных дел против Литвиненко, стало известно, что суд по новому уголовному делу пройдёт в Ярославле в закрытом режиме. У Литвиненко и его друзей из круга Березовского возникли опасения, что в этот раз дело закончится обвинительным приговором, и Литвиненко попадёт в тюрьму, где его жизнь окажется в опасности. С помощью друзей был составлен план побега из России, обстоятельства которого известны с их слов и слов жены Литвиненко Марины. В сентябре 2000 года под предлогом посещения родственников Литвиненко выехал из Москвы в Нальчик, откуда нелегально переправился в соседнюю Грузию. В Грузии Литвиненко при содействии друга Березовского Бадри Патаркацишвили получил фальшивый паспорт. По этому паспорту Литвиненко прибыл в Турцию, где обратился в посольство США за политическим убежищем, в чём ему было отказано. Тогда было решено просить убежище в Великобритании, и Литвиненко приобрёл билеты на самолёт из Стамбула в Лондон. 1 ноября 2000 года в лондонском аэропорту Хитроу Литвиненко обратился к полиции за убежищем.
В мае 2001 года британское правительство предоставило Литвиненко политическое убежище, как подвергающемуся преследованиям на родине. Литвиненко подчёркивал, что распространённое в России мнение о предоставлении убежища в обмен на государственные тайны к нему отношения не имело, так как по роду своей деятельности бывший офицер ФСБ «имел дело с внутренней преступностью».
В июле 2002 года ФСБ обратилась к британским спецслужбам с просьбой допросить Литвиненко по поводу его связей с главным подозреваемым по делу о взрывах в России в 1999 году Ачимезом Гочияевым; Литвиненко заявил, что готов дать показания в соответствии с законом, но полиции, а не спецслужбе MI5, что он как бывший офицер спецслужб считает некорректным.
В Великобритании Литвиненко получал из фонда, курируемого Березовским, по 4500 фунтов стерлингов в месяц на личные расходы, затем сумма была уменьшена до 1500 фунтов. Литвиненко также подрабатывал консультантом и посредником, сводя британские фирмы с заинтересованными людьми из России.
В октябре 2003 года, по данным The Sunday Times, на Литвиненко вышли майор ФСБ Андрей Понькин и некто Алексей Алёхин, которые заявили, по словам Литвиненко, следующее: «В недрах ФСБ растёт недовольство Путиным. Там считают, что, как только президент расправится с олигархами, наступит их очередь побывать в шкуре оборотней с погонами». Собеседники Литвиненко поведали ему план по физическому устранению президента РФ Владимира Путина с помощью чеченцев. Об этой встрече Литвиненко рассказал Борису Березовскому, который посоветовал ему написать заявление в полицию. Литвиненко написал подробный отчёт о встрече и предложении сотрудников спецслужб на 10 страницах, благодаря которому двое бывших сотрудников КГБ были арестованы. В отчёте Литвиненко сообщил, что его собеседники попросили его организовать для них встречу с Борисом Березовским, надеясь, очевидно, на его финансовое участие в покушении.
В конце 2003 года писатель Виктор Суворов познакомил Литвиненко с Марио Скарамеллой, консультантом «комиссии Митрохина», расследовавшей предположения о деятельности КГБ СССР в Италии, и Литвиненко стал оказывать Скарамелле помощь в его работе.
В Великобритании Литвиненко стал агентом британской разведки MI6. Также он сотрудничал с испанской разведкой. Он передавал MI6 и прокуратуре Испании сведения о русской мафии в Европе и её предполагаемых связях с российскими чиновниками, ездил в командировки в Испанию, Италию, Эстонию и Грузию. По утверждению Марины Литвиненко и Алекса Гольдфарба, Литвиненко помогал в борьбе с наркотрафиком в Прибалтике, расследовал в Италии поставки российского оружия в Ирак. С 2004 года Литвиненко получал от MI6 ежемесячный оклад в 2000 фунтов.
В 2005 году Литвиненко заявил, что один из лидеров «Аль-Каиды» Айман аз-Завахири является «давним агентом ФСБ». По словам Литвиненко, «Айман аз-Завахири в 1998 году находился на территории Дагестана, где в течение полугода проходил специальную подготовку на одной из учебных баз ФСБ. После подготовки был маршрутирован в Афганистан <…> по рекомендации своих лубянских шефов, сразу же проник в окружение Бен Ладена и вскоре стал его заместителем в „Аль-Каиде“».
Чтобы обеспечить себе финансовую независимость, Литвиненко свёл знакомство с несколькими британскими бизнесменами, работавшими в сфере безопасности и услуг для бизнеса. Ему удалось устроиться работать в фирму, консультировавшую предпринимателей, желающих работать с российскими компаниями. Для этой работы Литвиненко потребовались источники информации о происходящем в России. Так Литвиненко нашёл партнёра в лице главы группы российских охранных компаний «Девятый вал» Андрея Лугового, входившего в круг знакомых Бориса Березовского. В 2005—2006 годах Луговой неоднократно приезжал в Великобританию и встречался с Литвиненко, в том числе у него дома и на юбилее Березовского. Впоследствии, уже будучи подозреваемым в убийстве Литвиненко, Луговой утверждал, что Литвиненко склонял его к сотрудничеству с британской разведкой MI6.
7 февраля 2006 на одном из сайтов чеченских сепаратистов была опубликована статья Литвиненко, в которой утверждается, что вызвавшая международный скандал публикация в датской газете «Jyllands-Posten» карикатур на пророка Мухаммеда была тоже организована ФСБ.
В июне 2006 года Литвиненко заявил, что российские спецслужбы организовали похищение российских дипломатов в Ираке.
В июле 2006 года в статье «Кремлёвский Чикатило», опубликованной на сайте чеченских сепаратистов после инцидента с поцелуем Путиным в живот маленького мальчика, Литвиненко обвинил Путина в педофилии. По утверждению Литвиненко, Путин по окончании Высшей школы КГБ в 1984 году якобы был заснят на конспиративной квартире за забавами с мальчиками, и именно из-за этого обстоятельства вместо престижной резидентуры в ФРГ попал в бесперспективный в карьерном отношении Дрезден.
Литвиненко неоднократно утверждал, что на него готовится покушение:

Я вам скажу, если они меня слушают, пусть они знают: я для своей защиты не нанимаю телохранителей, я не прячусь по разным квартирам, как они говорят — бегающий подполковник или убегающий. Я никогда ни от кого не убегал, я легально выехал из России по своему паспорту, живу открыто, все журналисты могут меня найти, знают, где я живу. Так вот, господа, если вы приедете убивать меня лично в Великобританию, то вам это придётся сделать открыто.

Березовский утверждал в 2007 году, что Литвиненко говорил ему, что ФСБ неизбежно должно его убить, в частности потому, что он «прикоснулся» к коррупционным тайнам Путина и его окружения и вместе с испанской полицией занимался вопросом о приобретении Путиным недвижимости в Испании.
12 октября 2006 года Литвиненко получил британское подданство и новое имя Эдвин Картер (англ. Edwin Carter). Литвиненко воспринял это событие с большой радостью и чувством благодарности к новой родине. По словам знакомых, Литвиненко также казалось, что получение гражданства обеспечит ему большую безопасность.
7 октября 2006 года в Москве была убита журналистка Анна Политковская, известная своими критическими статьями на тему чеченской войны. Литвиненко дружил с Политковской, ей случалось навещать его семью в Лондоне. Они также сотрудничали в работе по чеченской тематике. По словам знакомых, убийство Политковской произвело тяжелое впечатление на Литвиненко. 19 октября 2006 года на одном из «круглых столов», где обсуждалась тема убийства журналистки, Литвиненко заявил о том, что Путин лично передавал угрозы Политковской через российского политика Ирину Хакамаду. Сама Ирина Хакамада назвала слова Литвиненко  бредом, заявив, что не была в Кремле три года, и добавив: «Думаю, что Литвиненко ничего не знал. Он уже давно живёт в Лондоне, поэтому я не понимаю, как он мог знать».

### Отравление
События 1 ноября 2006 года восстановлены полицией по показаниям свидетелей. В 14 часов Александр Литвиненко встретился в суши-баре «Itsu» с итальянцем Марио Скарамеллой. Поводом для встречи было обещание Скарамеллы предоставить информацию, якобы касающуюся убийства журналистки А. Политковской. В начале ноября Литвиненко подтверждал, что получил от Скарамеллы «несколько страниц на английском языке», которые даже не успел толком посмотреть. Уже после того, как состояние здоровья Литвиненко ухудшилось, Скарамелла заявил, что передал Литвиненко распечатки электронных писем с угрозами как ему, Скарамелле, так и Литвиненко. Во время встречи в суши-баре Скарамелла вёл себя нервно, пил только воду и ничего не ел. Полиция не смогла проанализировать записи камер видеонаблюдений, поскольку в «Itsu» их не оказалось.
После встречи со Скарамеллой Литвиненко ненадолго зашёл в офис Бориса Березовского — якобы для того, чтобы распечатать какие-то документы. По свидетельству очевидцев, Литвиненко вёл себя неадекватно и был взвинчен. Примерно в 16 часов Литвиненко встретился в гостинице «Millennium Hotel» со своим знакомым Андреем Луговым — предпринимателем и бывшим сотрудником Главного управления охраны РФ. На встрече в баре гостиницы присутствовали также два деловых партнёра и приятеля Лугового — Дмитрий Ковтун и Вячеслав (Владимир) Соколенко. Луговой утверждает, что знал Литвиненко около 10 лет и последний год часто общался с ним по работе. По версии Лугового, в Лондон он прилетел на футбольный матч между ЦСКА и «Арсеналом», который должен был состояться 1 ноября. Луговой утверждал, что договорился по телефону увидеться с Литвиненко утром того же дня.
После этой встречи Литвиненко почувствовал себя плохо. Он заподозрил пищевое отравление и промыл желудок, после чего был доставлен в больницу района Барнет. Доктора стали подозревать отравление таллием — высокотоксичным ядом, который сложно идентифицировать и ещё сложнее вывести из организма. Таллий в первую очередь поражает нервную систему человека, печень и почки; отравление им нередко заканчивается летальным исходом. Лечащий врач Литвиненко пришёл к выводу, что отравление было умышленным.
11 ноября об отравлении Литвиненко стало известно прессе. 17 ноября Литвиненко перевели в Лондонскую университетскую больницу, где он находился в палате под вооружённой охраной. Сначала врачи объявили, что Литвиненко был отравлен таллием, но к 21 ноября стало очевидно, что для отравления использовалось радиоактивное вещество. У Литвиненко было нарушено функционирование костного мозга, который не производил достаточно лейкоцитов для поддержания иммунной системы организма. Это говорило о последствиях отравления сильным радиоактивным быстрораспадающимся веществом.
Перед смертью Литвиненко, выросший на Северном Кавказе, пожелал быть похороненным в Чечне и принял ислам.

### Смерть

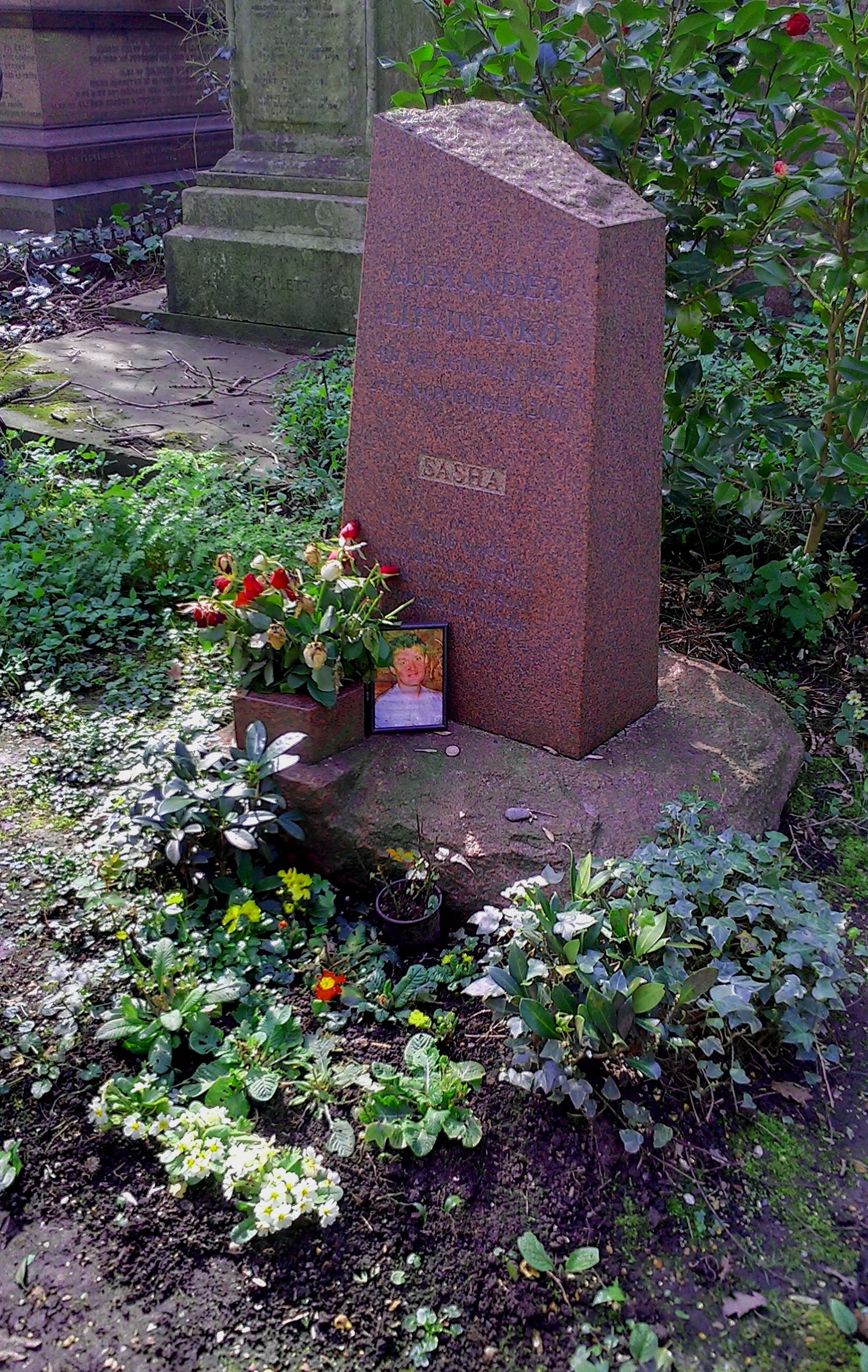
Могила Александра Литвиненко

В ночь на 23 ноября 2006 года состояние здоровья Литвиненко резко ухудшилось. 23 ноября в 21:21 (00:21 24 ноября по московскому времени) он скончался в Лондонской университетской больнице. Тело Литвиненко долго не вскрывали из-за опасений облучения медиков радиацией.
24 ноября учёные из Британского агентства здравоохранения (БАЗ) официально объявили, что Литвиненко умер от радиоактивного заражения. Согласно заявлению главы центра БАЗ по радиационным, химическим и внешним рискам Роджера Кокса, в анализах мочи были обнаружены следы радиоактивного полония-210 (Po-210). Он также заявил, что в малых дозах Po-210 увеличивает риск заболевания злокачественными новообразованиями, а в больших количествах нарушает деятельность костного мозга, пищеварительной системы и других жизненно важных органов.
7 декабря 2006 года Литвиненко был похоронен в закрытом саркофаге на Хайгейтском кладбище Лондона.

## Расследование
За «дело Литвиненко» взялся Скотленд-Ярд. По версии Скотленд-Ярда, Литвиненко был отравлен российским предпринимателем, бывшим охранником Березовского, бывшим офицером Главного управления охраны Российской Федерации Андреем Луговым. Как предположил обозреватель газеты The Sunday Times, убийство могло быть организовано ФСБ по мотивам мести.
Генеральная прокуратура РФ прорабатывала версии о причастности к отравлению Бориса Березовского, Л. Невзлина и др. В начале июля 2007 года Генеральная прокуратура РФ отказала МВД Великобритании в удовлетворении запроса об экстрадиции Лугового, сославшись на 61-ю статью Конституции РФ и обвинив Скотленд-Ярд в недостатке доказательств, необъективности и политической ангажированности уголовного расследования.
В январе 2016 года в Великобритании завершились публичные слушания в Высоком суде Лондона по делу Литвиненко. В результате разбирательства судья Роберт Оуэн 21 января 2016 года объявил выводы публичного расследования. На основании секретных документов британских спецслужб судья объявил, что за убийством стоит ФСБ. Операция по устранению Литвиненко, вероятно, проводилась с одобрения тогдашнего директора службы Николая Патрушева и президента РФ Владимира Путина. Выводы Высокого суда были отвергнуты представителями Путина.
Мэтью Панчер, британский эксперт в области радиации, обнаруживший в 2006 году следы полония в организме Александра Литвиненко, в мае 2016 года был найден мёртвым в своём доме.

### Вердикт ЕСПЧ
21 сентября 2021 Европейский суд по правам человека (ЕСПЧ) признал ответственность российских властей за смерть Литвиненко. Суд предписал выплатить вдове 100 тысяч евро как компенсацию морального ущерба и ещё 22,5 тыс евро как компенсацию судебных издержек. В постановлении суда сказано, что у следствия есть серьёзные доказательства убийства Литвиненко, к которому причастны двое граждан России — Андрей Луговой и Дмитрий Ковтун.

## Сотрудничество с Марио Скарамеллой
Марио Скарамелла — бывший консультант действовавшей в 2002—2006 годах итальянской парламентской комиссии, расследовавшей деятельность советских спецслужб в Италии в период холодной войны. По словам Скарамеллы, он передал Литвиненко материалы о «группе киллеров из Санкт-Петербурга», убившей журналистку Анну Политковскую и собирающейся устранить Литвиненко и Скарамеллу. 24 декабря в Неаполе Скарамелла был арестован сотрудниками итальянской прокуратуры. Ему были предъявлены обвинения в даче ложных показаний по делу о предполагаемой незаконной транспортировке радиоактивного урана в Сан-Марино, разглашении служебной тайны, торговле оружием. Также, по мнению римской прокуратуры, Скарамелла специально вводил в заблуждение итальянскую парламентскую комиссию, предоставляя ложную информацию, чтобы его считали главным источником о деятельности советских спецслужб в Италии. После смерти Литвиненко Скарамелла организовал пресс-конференцию в Риме, а также участвовал в телеинтервью с британским каналом. Он рассказал о своей встрече и об опасениях за свою жизнь.

## Публикации Литвиненко
- ФСБ взрывает Россию. Совместно с Юрием Фельштинским — New York: Liberty, cop. 2002 (переиздано с доп. — Blowing up Russia: the secret plot to bring back KGB terror. — London: Gibson Square Booke, 2007; между 2007 и 2013 годами вышло 25 изданий на английском языке).
- ЛПГ — Лубянская преступная группировка. — New York: Grani, 2002.
- Политический эмигрант: сборник статей и интервью / А. В. Литвиненко. — London: APIA, 2008.

## Мнения о Литвиненко и его деятельности
- По мнению ряда журналистов и британского Intelligence and Security Committee[англ.], Литвиненко являлся диссидентом[7][84][85][86][87].
- Ряд российских СМИ называет Литвиненко соратником Бориса Березовского[88][89].
- Правозащитник Сергей Ковалёв: «Фельштинский, Литвиненко утверждают: ФСБ взрывает Россию. Мне не хочется в это верить, но я стараюсь быть непредвзятым человеком и я эту версию тоже не исключаю. Я никакую не исключаю, ни чеченского следа, ни следа ФСБ, ни каких бы то ни было промежуточных вариантов, а они тоже могут быть. Опыт показывает, что это часто бывает. Я, вообще, не большой сторонник теории заговоров. А ведь версия Литвиненко и Фельштинского чистый заговор. Но что бы ни казалось тебе предпочтительным, я полагаю, что расследователь обязан держаться золотого правила научных работников, это сродни. Не должно быть более резкого и более придирчивого критика гипотезы, нежели автор этой гипотезы. Уж он-то владеет всеми деталями. И он должен стремиться убить свою гипотезу, уничтожить её. А если ему не удастся, он вздыхает с облегчением и говорит: ну вот, теперь это не гипотеза, теперь это доказанная вещь, теперь это теория, по крайней мере. Такого стремления со стороны авторов книги просто не видно. Я не стану уж говорить о том, что в самой книге, по тем эпизодам, которые мне как участнику хорошо известны, невероятное количество фантазии. Например, Будённовск. Это чистый вымысел, и ни одной ссылки, заметьте. Так не пишутся серьёзные книги, претендующие на достоверность»[90].
- Филипп Виттрок из газеты «Шпигель» утверждал, что критики Литвиненко дали ему кличку «Сквозняк» и не нашли в книге «ФСБ взрывает Россию» убедительных доказательств[91].
- Журналист радио «Эхо Москвы» Сергей Пархоменко: «Жизненный путь этого человека, на мой взгляд, представляет собою цепь мерзостей. Пусть он подаст на меня в суд за это. Я как-то сумею перечислить, что я имею в виду. Я знаю, что огромное большинство моих друзей здесь, на радио, придерживаются примерно той же позиции»[92].
- По утверждению журналиста ведущей[93] шотландской газеты «Sunday Herald[англ.]» Эндрю Осборна[англ.], у Литвиненко были «серьёзные проблемы с репутацией заслуживающего доверия человека, поскольку в прошлом он неоднократно заявлял о сенсационных, но ничем не подкреплённых и иногда притянутых за уши „разоблачениях“» (перевод ИноПресса.Ru)[94][95].
- По мнению британского журнала «The Observer», книга Литвиненко и Фельштинского «ФСБ взрывает Россию» неубедительна. «Из-за отсутствия прозрачности в книге её трудно читать как что-то большее, чем просто теорию заговора», отмечает Observer[96][97].
- По мнению Жореса Медведева, обе книги Литвиненко носили заказной характер, их издание оплачивалось «Фондом гражданских свобод» Б. Березовского, и гонораров от них не было[98].
- По мнению сотрудника радио «Свобода» Дмитрия Волчека, «историю Литвиненко можно назвать центральным сюжетом путинского десятилетия. Я всегда рекомендую иностранцам, которые хотят понять, что происходит в России, посмотреть на дело Литвиненко, не только на убийство, но на всю его судьбу. Это история простого человека, который пошёл на государственную службу, вдруг увидел, что он работает на бандитов, отказался выполнять преступные приказы, восстал и был бандитами уничтожен»[99].
- Уильям Данкерли выпустил книгу «Лжеубийство Литвиненко» (Omnicom Press 2011, англ.), в которой попытался доказать, что весь этот скандал искусственно раздут британской прессой[100][101][102][103].
- Снявший о нём документальный фильм «Бунт: дело Литвиненко» режиссёр Андрей Некрасов в 2010 году отмечал, что в России «о нём помнят: мало кто сомневается, что его убили „наши“. Трагедия в том, что люди считают, что он этого заслуживал»[104].

## Семья
Отец — Вальтер Литвиненко. Проживает в Италии.
В 2010 году отец Литвиненко жаловался на бедственное положении в Италии. Впоследствии семья получила временную субсидию.
Вдова — Марина Литвиненко.

## Литвиненко в культуре
В 2007 году писатель и адвокат Никита Филатов выпустил в свет роман «След Полония», в котором представил одну из версий убийства Александра Литвиненко. Героя, прототипом которого стал Литвиненко, в книге звали Алексей Литвинчук. Книга была выпущена издательством «Амфора». В 2019 году книга была переиздана издательством «Вече» под названием «Тень Полония».
В 2015 году Александр Литвиненко послужил прообразом одного из главных персонажей 8-серийного телевизионного художественного фильма «Неподсудные» по имени Александр Волков. Роль Волкова исполнил актёр Кирилл Плетнёв.
В 2019 году в лондонском театре «Олд Вик» режиссёром Джоном Кроули по пьесе Люси Преббл поставлен спектакль «Очень дорогой яд: история Александра Литвиненко». Роль Литвиненко исполняет Том Брук.
15 июля 2021 года в театре Grange Park Opera в Великобритании состоялась премьера оперы «Жизнь и смерть Александра Литвиненко» (The Life & Death of Alexander Litvinenko) о жизни и смерти Литвиненко.
Осенью 2021 года анонсировано два кинопроекта о Литвиненко. Компания HBO работает над сериалом Londongrad с Бенедиктом Камбербэтчем в главной роли по мотивам книги британского журналиста Алана Коуэлла The Terminal Spy. В производстве корпорации ITV четырехсерийная драма «Литвиненко» по сценарию Джорджа Кэя. Роль Литвиненко в ней исполнит Дэвид Теннант.